# Milan, Ohio
Milan är en stad i den amerikanska delstaten Ohio. Staden som är belägen i den nordligaste delen av delstaten  - i Erie County och Huron County – cirka 80 km väster om Cleveland, har en yta av 3,0 km² och en befolkning som uppgår till cirka 1 450 invånare (2000).
Under segelfartygens era var Milan en viktig inlandshamn där fartyg färdades på Milan-kanalen mellan Huron-floden och Eriesjön. På grund av konkurrensen från de allt mer omfattande järnvägarna och en översvämning, som förorsakade stora skador på kanalen övergavs den 1869.
I dag kan inga fartyg nå Milan på grund av den stora förekomsten av broar över Huronfloden. Området är idag ett viktigt melon-område och varje år arrangeras Milan Melon Festival. Milan är mest känd för att Thomas Alva Edison är född där 11 februari 1847. Sommaren 1854 flyttade Edison och hans familj till Detroit.

## Kända personer
- Thomas Alva Edison